# Вестготско изкуство
Вестготското изкуство се развива от началото на 5 век до началото на 8 век по време на съществуването на Вестготското кралство, основно в Испания и Португалия.
Вестготите нахлуват в Хисания (съвременна Испания и Португалия) през 415 г. и доминират до Инвазията на Маврите през 711 г., която слага край на господството им.
Този период на иберийското изкуство е доминиран от вестготския стил. Клоновете на вестготичното изкуство включват архитектура, занаяти – в частност ювелирството и азбуката от това време.

## Вестготична архитектура
Единствените оцелели примери за вестготична архитектура от 6 век са църквата Сан Кугат дел Валъс в Барселона, ермитажа и църквата Санта Мария де ла Лара в Бургос, параклиса Свети Фрутусо в Брага, църквата Сао Гиао в Назаре, Португалия и няколко останки от църквата в Кабеза де Грийо, Куенка.